# A Volta do Filho Pródigo - O Musical
A Volta do Filho Pródigo - O Musical é um álbum de estúdio do cantor Gerson Borges, lançado em 2005, com produção musical do cantor e instrumentista João Alexandre.
Maior sucesso de sua carreira, o disco foi baseado no livro A Volta do Filho Pródigo, do teólogo Henri Nouwen, e recebeu a participação de vários músicos, como os pianistas Fernando Merlino e Kiko Continentino.
A Volta do Filho Pródigo foi um sucesso de crítica: o álbum foi eleito o melhor disco da década de 2000, de acordo com lista publicada pelo Super Gospel e, em 2006, fez com que Gerson Borges, ao lado de João Alexandre, vencessem o Troféu Talento na categoria Melhor arranjo.
| Críticas profissionais | Críticas profissionais |
| Avaliações da crítica  | Avaliações da crítica  |
| Fonte                  | Avaliação              |
| ---------------------- | ---------------------- |
| Super Gospel           | [ 5 ]                  |

## Faixas
1. "Voltar pra Deus"
2. "O Coração de Deus"
3. "Bilhete"
4. "Um Lugar Vago na Mesa"
5. "Sobretudo Quando Chove - parte 1"
6. "Sobretudo Quando Chove - parte 2"
7. "A Terra Distante"
8. "Janelas"
9. "Longe de Casa"
10. "Quantos Empregados"
11. "Sem Lenço, sem Documento, Sem Pastor"
12. "Blues do Mais Velho"
13. "Todo Mundo é Pródigo"
14. "Dia de Festa"
15. "Na Tua Casa"